# 顧冠忠
顧冠忠（英語：Eddie Koo Koon Chung，1954年2月22日—），香港資深男演員，現為無綫電視基本藝人合約男藝員。他出身自邵氏公司第四期電影電視演員訓練班。1979年以麗的電視《天蠶變》一劇走紅。1980年代起赴台發展個人事業，再於1990年代開始游走於中台兩地。顧及後為了照顧雙親，增加留港演出的機會。現時主要在香港及中國內地接拍影視作品，在TVB劇中多數飾演黑幫階段性頭腦或小BOSS，戲份屬配角但表現亮眼。同時會登台商演。

## 背景
顧冠忠是上海人，生於香港，有二弟二妹，早年居住在香港島北角街坊福利會附近的唐樓。父親是一名建築商人。顧童年時喜歡模仿電車司機。約十四歲時到台灣定居一年，其後返回香港生活。在學期間曾為父親打理生意。當年還未成年（十四歲）的他加入了張徹「長弓電影」公司的第一屆藝員訓練班，為期一年，最後礙於年紀少而未能畢業。同期同學計有戚冠軍、梁家仁、鄭則仕以及邵音音等人。十七歲中三中學畢業後，不想再升學的他依然與父親從事建築業。未幾留意到電影公司招考演員，於是在1974年報考香港邵氏公司與無綫電視合辦的「演員訓練中心」第四期訓練班。其中四位同學是麥子雲、電視劇監製潘嘉德、米雪以及黃元申。顧畢業後未獲簽約為演員。然而於任臨時演員階段被楚原相中，結果於1975年簽約為邵氏演員，參演過《小樓殘夢》和《流星蝴蝶劍》。而他之所以會加入娛樂圈，出於對演藝興趣。其興趣起源於他小時候到鄰近住所的戲棚觀看曹達華演出的黑白電影。往後又觀看了王羽在《獨臂刀》的演出，被王的形象吸引，因此加深了成為藝人的念頭。
1979年，顧冠忠與朋友合資經營出入口貿易公司。同年被麗的電視安排接替徐少强主演電視武俠劇《天蠶變》，因而嶄露頭角，後再在續集《天龍訣》中繼續擔任主角。除了在香港拍攝電視劇和電影外，他亦參與了許多部台灣的影視製作。基於邵氏電影專注發展電視市場，而且他在台灣的名氣增加，促使建立了俊朗古裝形象的他於1984年受邀為華視拍攝當時為台灣三台收視之冠的續集《天蠶再變》後，留在台灣發展。其後，顧在當地主演了《傲嘯江湖》、《俠遊雲天》、《玫瑰人生》、《雙面遊俠》、《貂蟬》、《浴火鳳凰》、《幾度春風幾度霜》等劇。1987年在《玫瑰人生》中飾演日軍軍官佐藤英夫，令許多觀眾留下深刻的印象，更憑該劇獲台視提名競逐第23屆金鐘獎「最佳男演員」（未能入圍最後五強）。此外，顧也曾與前妻經營過韓國入口時裝生意。同期與一所製作公司簽約，拍攝電視劇錄影帶。自己則經營過小食店。
1993年，顧冠忠取得中華民國身分證；有指他是第一個在台服兵役的港星，卻沒有當時服役的相關新聞可供查證。加上依照台灣《兵役法》規定，僑民滿三十七歲即無兵役問題。故此當時已滿三十八歲的顧冠忠服兵役一說未獲得證實。後來在2000年代中期，他為了要照顧患病的父親，所以減少在幕前演出。2000年代尾，為了照顧母親，遂決定把工作重心再次移到香港。直至2013年，顧冠忠正式加入無綫電視，簽了一年基本藝人合約。至今仍是無綫電視旗下藝人。

## 個人生活
顧冠忠有兩段婚姻。第一段婚姻的對象是一名台灣籍女子。二人婚後育有一子一女，於1990年離婚；子女皆在台北高雄市生活。1995年，前亞洲電視藝員陳靖允與顧冠忠在長春市拍攝劇集《計中計狀元才》時合演夫妻，結果戲假情真，最後於2012年結婚。他們均是香港國際創價學會會員，信奉佛教。
此外，顧冠忠的武打底子實際上從狄龍及谷峰身上學習得來。他曾參與支持全國人民代表大會關於建立健全香港特別行政區維護國家安全的法律制度和執行機制的決定的聯署。

## 演出作品列表
*以下列表只記錄顧冠忠演出過的影視作品，若有遺漏，請協助補充相關資料。

### 電視劇（麗的電視／亞洲電視）
| 年份   | 劇名             | 角色   | 合演                   |
| 1979年 | 沈勝衣之鬼蕭     | 銀鵬   | 徐少強、馬敏兒         |
| 1979年 | 沈勝衣之骷髏殺手 | 郭藥   | 文雪兒、徐少強、馬敏兒 |
| 1979年 | 天蠶變           | 雲飛揚 | 徐少強、伍衛國、苗可秀 |
| 1979年 | 天龍訣           | 雲飛揚 | 白彪、余安安、薛家燕   |
| 1984年 | 武則天           | 李 治  | 馮寶寶、潘志文         |
| 1986年 | 九月鷹飛         | 郭定   | 劉松仁、魏秋樺、陳復生 |
| 1991年 | 大內神捕         | 馬成風 | 連偉健                 |
| 1995年 | 新包青天之秋之武 | 沈吟秋 | 金超群、呂良偉、范鴻軒 |

### 電視劇（台灣華視）
| 年份   | 劇名               | 角色     | 合演                                   |
| 1984年 | 天蠶再變           | 雲飛揚   | 張復健、曾亞君、藍文青                 |
| 1984年 | 大俠沈勝衣之天刀   | 練飛雲   | 張振寰、藍文青                         |
| 1988年 | 雙面遊俠           | 王大衛   | 金瑞瑤、林威、李亞明                   |
| 1990年 | 幾度春風幾度霜     | 傅開駿   | 劉雪華、歐陽龍、趙永馨                 |
| 1993年 | 包青天之鴛鴦蝴蝶夢 | 柳青平   | 何家勁、金超群、范鴻軒、邱于庭、張復健 |
| 1993年 | 包青天之真假包公   | 莫言     | 何家勁、金超群、范鴻軒、田豐、王中皇   |
| 1993年 | 包青天之青龍珠     | 王幹     | 何家勁、金超群、范鴻軒、趙樹海、龔慈恩 |
| 1993年 | 包青天之雷霆怒     | 楊家聲   | 何家勁、金超群、范鴻軒、狄鶯、李亞明   |
| 1993年 | 包青天之菩薩嶺     | 路強     | 何家勁、金超群、范鴻軒、張佩華、宋達民 |
| 1993年 | 包青天之五鼠鬧東京 | 白玉堂   | 何家勁、金超群、范鴻軒、田豐、狄鶯     |
| 1995年 | 國姓爺傳奇         | 楊朝棟   | 趙樹海、龔慈恩、應曉薇                 |
| 1995年 | 蒼天有眼           | 端木臨風 | 焦恩俊、張庭、涂善妮                   |
| 1996年 | 三國英雄傳之關公   | 袁紹     | 勾峰、邱于庭、關詠荷、龔慈恩           |
| 1997年 | 施公奇案之夜遊神   | 藍鼎元   | 廖峻、侯炳瑩、邰智源、勾峰             |
| 1997年 | 施公奇案之龍兒     | 林有福   | 廖峻、侯炳瑩、邰智源、張玉嬿           |
| 2001年 | 絕世雙驕           | 宇文普   |                                        |

### 電視劇（台灣中視）
| 年份   | 劇名           | 角色              | 合演                   |
| 1985年 | 傲嘯江湖       | 司馬傲／ 司馬縱橫 | 劉雪華、莫少聰、應曉薇 |
| 1988年 | 貂蟬           | 呂布              | 潘迎紫、寇世勳         |
| 1990年 | 浴火鳳凰       | 巴龍星            | 潘迎紫、苗僑偉、蕭薔   |
| 2000年 | 笑傲江湖       | 左冷禪            | 任賢齊、袁詠儀、陳德容 |
| 2002年 | 風雲：雄霸天下 | 聶人王            | 趙文卓、何潤東、王喜   |

### 電視劇（台灣台視）
| 年份   | 劇名                     | 角色               | 合演                   |
| 1986年 | 俠遊雲天                 | 遊雲天             | 韓佳伶、楊凱琪、張富美 |
| 1987年 | 玫瑰人生                 | 佐藤英夫           | 徐淑媛、白彪、席曼寧   |
| 1990年 | 小俠龍旋風               | 萬里雲             | 朱寶意、吳奇隆、陳志朋 |
| 1993年 | 刺馬                     | 向榮               | 姜大衛、邵傳勇、李婉華 |
| 1993年 | 天下第一棒               | 乾隆               | 謝祖武、林小樓、夏玲玲 |
| 1994年 | 臺灣情                   | 陳義發             | 俞小凡、焦恩俊、張佩華 |
| 1995年 | 聊齋之牡丹燈籠           | 曹令之             | 張庭、謝祖武、俞小凡   |
| 2000年 | 神仙動員令               | 莫雲龍(片頭王雲龍) | 趙永馨、王中平、朱慧珍 |
| 2001年 | 流氓教授                 | 總隊長             | 王識賢、潘儀君、方文琳 |
| 2006年 | 神機妙算劉伯溫－道高一尺 | 朱興盛             | 黃少祺、陳亞蘭、霍正奇 |

### 電視劇（台灣民視）
| 年份   | 劇名           | 角色   | 合演                           |
| 1997年 | 江湖奇俠傳     | 曹仁文 | 鄭少秋、梁琤、黃文豪、鄭浩南   |
| 1997年 | 保鏢之翡翠娃娃 | 辛力   | 何家勁、葉童、鄭浩南、黃文豪   |
| 1998年 | 保鏢之情人保鏢 | 辛力   | 何家勁、胡慧中、黃文豪、劉玉婷 |
| 1998年 | 保鏢之天之驕女 | 辛力   | 何家勁、黃文豪、劉玉婷、何晴   |
| 1999年 | 神捕           | 葛天儀 | 鄭少秋，俞小凡，張庭           |

### 電視劇（台灣三立）
| 年份   | 劇名         | 角色   | 合演 |
| 1997年 | 計中計狀元財 | 趙政豪 |      |

### 電視劇（中國大陸華娛衛視）
| 年份                 | 劇名       | 角色   | 合演                   |
| 1999年（2005年播出） | 鏡花緣傳奇 | 王那相 | 姜大衛、曾志偉、汪明荃 |

### 電視劇（無綫電視）
| 年份       | 劇名              | 角色   | 合演                                                   |
| 2014年     | 廉政行動2014      | 劉Sir  | 關禮傑、王浩信、梁琤                                   |
| 2014年     | 忠奸人            | 鄺景昌 | 郭晉安、吳卓羲、李子雄、張繼聰                         |
| 2014年     | 醋娘子            | 曹大功 | 胡杏兒、吳卓羲、羅仲謙、岑麗香、黃淑儀                 |
| 2015年     | 水髮胭脂          | 土豪金 | 陳豪、康華、陳智燊、劉俐                               |
| 2015年     | 樓奴              | 蔣繼權 | 商天娥、張國強、王浩信、麥長青                         |
| 2015年     | 拆局專家          | 麥繼光 | 黃淑儀、錢嘉樂、袁偉豪、朱千雪                         |
| 2015年     | 收規華            | 伍世昌 | 張繼聰、楊怡、楊明、劉江                               |
| 2015年     | 無雙譜            | 項太傅 | 田蕊妮、張景淳、 洋、方伊琪                            |
| 2016年     | 公公出宮          | 常勝   | 蕭正楠、黎耀祥、胡定欣、姜大偉                         |
| 2016年     | 律政強人          | 沈立豪 | 廖啟智、方中信、李佳芯、陳榮峻、 洋、鍾景輝、劉 丹     |
| 2016年     | 致命復活          | 黎嘉銘 | 郭晉安、萬綺雯、黃德斌、王浩信、朱晨麗、何雁詩、譚凱琪 |
| 2018年     | 逆緣              | 陸浦生 | 馬海倫、江欣燕、黎耀祥、姜大衛                         |
| 2018年     | 棟仁的時光        | 江膽   | 王歌慧、鄭家生                                         |
| 2019年至今 | 愛·回家之開心速遞 | 馬冠東 | 劉丹、單立文、滕麗名、呂慧儀                           |
| 2020年     | 黃金有罪          | 樑     | 洪永城、何廣沛、張兆輝、文雪兒、陳瀅                   |
| 2020年     | 使徒行者3         | 韓建義 | 苗僑偉、林峯、馬國明、袁偉豪、黃翠如、張振朗           |
| 2021年     | 我家無難事        | 邰哥   | 關禮傑、馬德鐘、鮑起靜                                 |

### 電視劇（香港及台湾三级片）
| 年份   | 劇名             | 角色           | 合演                           |
| 1992年 | 聊斋之欲焰三娘子 | 霍玉石         | 朱宝意、谷峰                   |
| 1993年 | 西施             | 勾践           | 程嘉美、林伟健                 |
| 1995年 | 新武则天外传     | 李治           | 陈宝莲、曹查理                 |
| 1996年 | 新金瓶梅         | 武松           | 单立文、杨思敏                 |
| 1999年 | 千禧金瓶梅       | 武松           | 八两金、姜皓文、王书麒         |
| 2000年 | 一代名妓         | 吴三桂、侯方域 | 沈飞鹂、王书麒、宫雪花         |
| 2000年 | 梁祝艳谭         | 皇爷           | 林伟健、程嘉美、相原凉、王书麒 |
| 2001年 | 香帅传奇         | 楚留香         | 陈靖允、平松惠                 |
| 2002年 | 唐伯虎八美图     | 文征明         | 彭丹、徐锦江                   |
| 2008年 | 金瓶梅禁傳       | 西门庆         | 杨思雯、 谷峰、林威            |
| 2008年 | 康熙艳谭         | 康熙皇帝       | 邱月清、徐锦江、林伟健         |

### 電影
| 年份     | 片名              | 角色               |
| 1976年   | 天涯明月刀        | 多情子             |
| 1976年   | 香港奇案          |                    |
| 1977年   | 多情劍客無情劍    | 心鑒大師           |
| 1977年   | 楚留香            | 半天風             |
| 1977年   | 白玉老虎          | 西施               |
| 1977年   | 三少爺的劍        | 玉面霸王兄弟       |
| 1977年   | 紅樓春夢          | 柳湘蓮             |
| 1977年   | 射鵰英雄傳        | 黃藥師             |
| 1978年   | 倚天屠龍記        | 宋青書             |
| 1978年   | 射鵰英雄傳續集    | 黃藥師             |
| 1978年   | 清宮大刺殺        |                    |
| 1979年   | 圓月彎刀          | 公子               |
| 1979年   | 絕代雙驕          | 江玉郎             |
| 1980年   | 碟仙              | 史提芬             |
| 1980年   | 英雄無淚          | 卓青／蔡崇         |
| 1981年   | 黑蜥蜴            | 黃泉來客           |
| 1981年   | 魔劍俠情          | 上官飛             |
| 1981年   | 血鸚鵡            | 常笑               |
| 1982年   | 大旗英雄傳        |                    |
| 1982年   | 楚留香之幽靈山莊  | 柳長街             |
| 1983年   | 妖魂              | 東海劍聖           |
| 1983年   | 日劫              | 魔胎               |
| 1983年   | 楊過與小龍女      | 霍都王子           |
| 1983年   | 天蠶變            | 白石               |
| 1983年   | 少林傳人          | 傀儡皇帝           |
|          | 大俠沈勝衣        |                    |
| 1984年   | 布衣神相          | 姿三四郎           |
| 1984年   | 新飛狐外傳        | 田歸農             |
| 風流冤鬼 | 陶明              |                    |
| 1987年   | 大內神捕          |                    |
| 1988年   | 來來殭屍          |                    |
| 1989年   | 厲鬼纏身          |                    |
| 1989年   | 魔界怪譚          | 陶望三             |
| 1996年   | 去吧! 揸FIT人兵團 |                    |
| 2001年   | 溫柔殺手          |                    |
| 2004年   | 母夜叉與花魁女    |                    |
| 2007年   | 緝毒行動組        |                    |
| 2010年   | 打擂台            | 飛揚               |
| 2013年   | 控制              | 李可               |
| 2016年   | 三少爺的劍        | 慕容秋荻之父慕容正 |

## 廣告
- 2018年：永明製藥 神盾前腺常通

## 外部連結
- 顧冠忠的新浪微博
- 顧冠忠在互联网电影资料库（IMDb）上的資料（英文）
- 顧冠忠在香港影庫上的簡介
- 緣起：人間革命: 創價地球村 - 國際創價學會 顧冠忠 （页面存档备份，存于）
- 連撞七車險些喪命 顧冠忠自認被鬼迷，香港工商日報，1978年9月24日